# Illa Saltés
L'illa Saltés (Isla Saltés en castellà) és una petita illa fluvial localitzada en la ria de Huelva, en els voltants de les localitats andaluses de Huelva i Punta Umbria. En l'actualitat pertany al Parc Natural de les Marismas del Odiel.

## Geografia

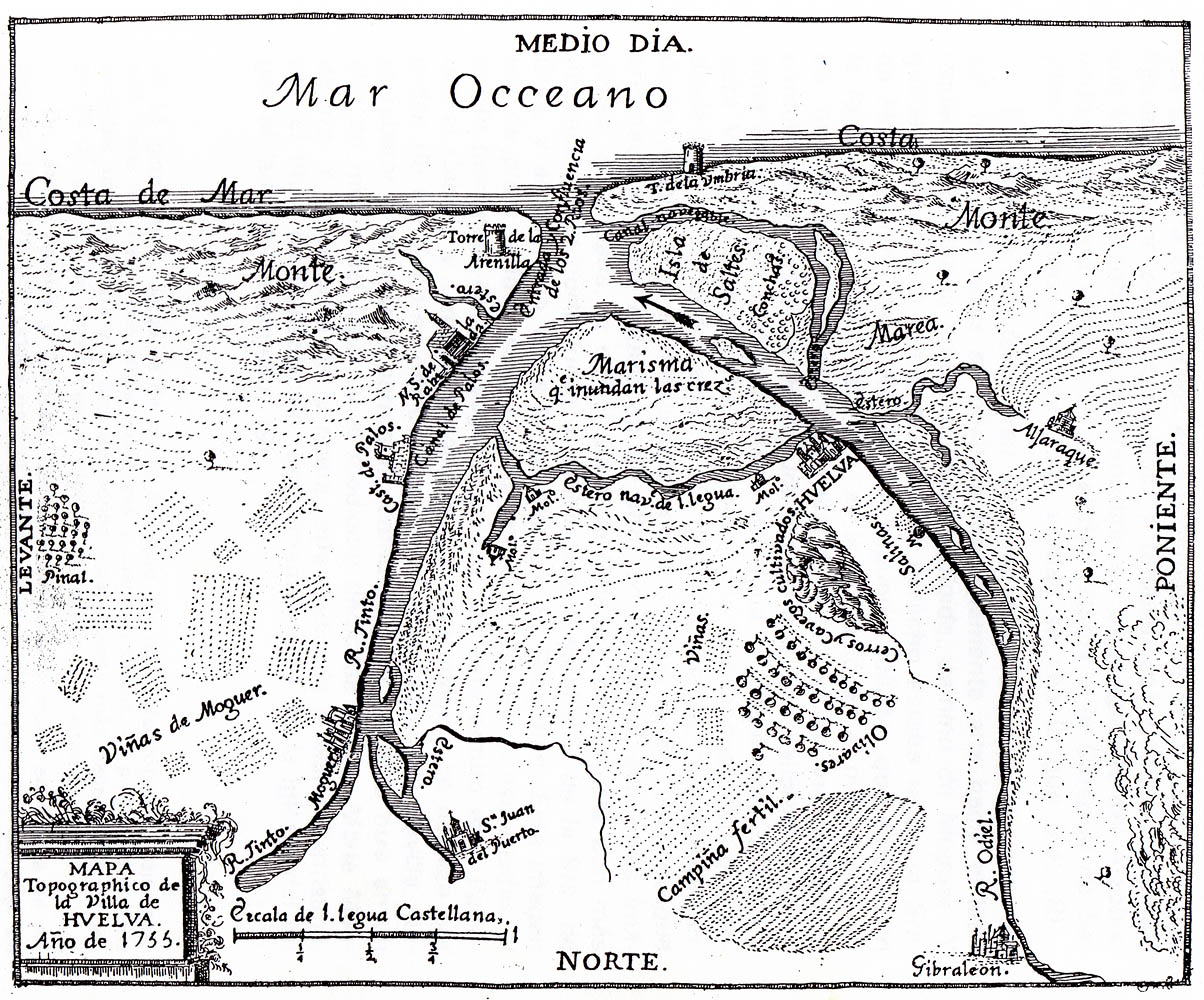
Mapa topogràfic de la Vila de Huelva i els Lugares colombinos en 1735. A la zona superior s'aprecia l'Illa de Saltés entre la ria i el riu Odiel.

La zona es troba en el segon aiguamoll més gran d'Andalusia. Sobre el seu sòl sorrenc es desenvolupa un important ecosistema de flora i fauna, destacant d'aquesta última espècies com a becplaner, flamencs, garses i cigonyes.

## Restes de la ciutat de Salthish (Xaltix)
| «            | El mar rodea la isla de Salthish por todas las partes; en una de ellas, sólo está separada del continente por un brazo de mar [de escasa] anchura (...); por allí pasan sus habitantes para buscar el agua necesaria (...) Hay pozos de agua dulce, de donde se puede sacar agua sin descender mucho, y también hermosos jardines. Esta isla posee las especies más bellas de pinos, grandes pastos siempre verdes y fuentes de agua dulce; los lacticinios y las leguminosas son excelentes. | » |
| — Al-Idrissí | |   |

L'illa destaca pel seu alt valor arqueològic. Ha estat freqüent relacionar-la amb la capital de Tartessos. Així ho va fer, a la seva Ora Maritima, el poeta romà Aviè al segle iv, quan s'hi referí com l'‘illa entre dos rius'. Anteriorment, Estrabó (III,5,5) parlava dels viatges dels mariners fenicis a la zona des del VIII a. C. l'oracle del qual els indica que han d'edificar un temple a Hèrcules. La veritat és que entre la llegenda i la referència bíblica -el Tarschish de "El Llibre dels Reis"-, Tartessos contacta amb el món grec a mitjan segle VII a. C.
Si bé també s'han constatat recentment l'existència d'instal·lacions d'època romana relacionades amb la pesca i el salazón el que destaca són les restes de la ciutat-assentament d'època hispanomusulmana. La ciutat se situa cronològicament cap als segles x i XI, sobretot quan va ser seu del regne taifa dels bàkrides, primer, i del regne d'Umba i Xaltix (Huelva i Saltés), després, sota el regnat de Abd-al-Aziz al-Bakrí. A partir de 1052 es produeix el seu lent abandó quan els dominis d'al-Bakrí són conquistats per al-Mútadid i és confinat a l'illa. En època cristiana la ciutat ja havia estat abandonada existint únicament algunes instal·lacions civils (leproseria) i religioses (ermita). En l'actualitat els terrenys d'aquesta ciutat estan en un espai de titularitat privada.
Pels estudis realitzats s'estima que la ciutat tenia una planta inusualment regular per al model àrab i amb una fortalesa central de 70x40 metres de perímetre. La població es dedicava al comerç de metall i la metal·lúrgia aprofitant la proximitat de les mines del nord, els minerals del qual arribaven a la ciutat i a la propera Onuba a través de l'actualment conegut com a Riu Tinto. Per la situació marítima de la ciutat també es dedicaven a la pesca i al comerç.

## Batalla de l'illa Saltés
El 1381 es va produir en els seus voltants l'anomenada ‘batalla de l'illa Saltés', en la qual l'esquadra del comandant castellà Fernando Sánchez de Tovar va vèncer els portuguesos durant la Tercera Guerra Fernandina.

## Camp de Presoners
Camp de presoners de la guerra civil espanyola entre 1937 al 39. Principalment catalans que van sobreviure gràcies a les ajudes clandestines dels habitants de Punta Ombria. doncs no tenien ni robes, ni menjar, tan si més no aigua potable... Les condicions eren dures i les autoritats falangistes, junt amb població civil possiblement "reclutada per la por", feien escarnis continus i públics als presos, tot anant a insultar-los i llençar-los brossa, entre d'altres freqüents humiliacions.